# ТЕЦ Катіф
26°47′30″ пн. ш. 49°56′40″ сх. д. / 26.79167° пн. ш. 49.94444° сх. д.
ТЕЦ Катіф — теплова електростанція на сході Саудівської Аравії, яка обслуговує центральну установку підготовки нафтового родовища Катіф.
На початку 21 століття нафтова компанія Saudi Aramco розпочала програму обладнання своїх виробничих майданчиків теплоелектроцентралями. Зокрема, в 2004-му ТЕЦ отримало родовище Катіф, де якраз провадилась масштабна модернізація інфраструктури. Тут встановили дві газові турбіни від General Electric потужністю по 72 МВт.
Як паливо ТЕЦ використовує природний газ.